# Darren Sproles
College Football Hall of Fame 2021
(en) Statistiques sur pro-football-reference
Darren Sproles est un joueur américain de football américain né le 20 juin 1983 à Waterloo (Iowa) qui évolue au poste de running back en National Football League (NFL) pendant quinze saisons.

## Biographie

### Carrière universitaire
Le 11 janvier 2021, Darren Sproles est intronisé au College Football Hall of Fame.
Il est intronisé au K-State Athletics Hall of Fame en 2021.

### Carrière professionnelle
Il est choisi au 4e tour de draft 2005 de la NFL par les Chargers de San Diego en 2005 : il est le 130e choix de la draft. Darren Sproles est petit (1,68 m), ce qui pourrait être vu comme un désavantage, mais c'est justement cette petite taille qui lui permet de passer dans des petits espaces, très rapidement avec un centre de gravité très bas. Il est très difficile à contenir. De plus il est bon pour retourner les coups de pied de dégagement et pour réceptionner le ballon.
Pendant un match de l'avant saison contre les Packers de Green Bay, il se casse une jambe et manque la saison 2006.
Le 18 février 2009, les Chargers placent le franchise tag sur Sproles. Il signe un contrat d'un an d'un montant de 6,6 millions de dollars pour rester avec les Chargers le 28 avril 2009.
Le 4 mars 2010, les Chargers offrent à Sproles un contrat d'un an pour 7,283 millions de dollars. Si Sproles signe l'offre d'une autre équipe, les Chargers ont le droit d'égaler l'offre ou reçoivent les choix de premier tour et de troisième tour en compensation.
Le 28 juillet 2011, Sproles signe un contrat de quatre ans d'un montant de 14 millions de dollars dont 6 millions de dollars garantis avec les Saints de la Nouvelle-Orléans.
Il est échangé aux Eagles de Philadelphie le 13 mars 2014 contre un choix de cinquième tour de la draft 2014.
Le 29 juillet 2016, Sproles signe une prolongation de contrat d'un an d'un montant de 4,5 millions de dollars avec les Eagles.
En semaine 3 de la saison 2017 contre les Giants de New York, Sproles se casse le bras et subit une déchirure du ligament croisé antérieur et manque le reste de la saison. Il est placé sur la liste des blessés le 25 septembre 2017. Sans lui, les Eagles finissent par gagner le Super Bowl LII.
Il signe une prolongation de contrat d'un an pour rester avec les Eagles le 28 avril 2018.
Le 19 juillet 2019, Sproles s'engage à nouveau avec les Eagles. Le 6 octobre 2019, il subit une déchirure partielle du muscle fléchisseur de la hanche pendant la partie contre les Jets de New York et manque les quatre semaines suivantes. Il recommence à s'entraîner avec l'équipe le 30 octobre. Cependant, les Eagles déclarent qu'il manquera le reste de la saison en raison de sa blessure le 15 novembre. Il est placé sur la liste des blessés le jour même. Il annonce qu'il prendra sa retraite de la NFL à la fin de la saison le 29 décembre.

### Après-carrière
Le 7 février 2020, Sproles et son ancien coéquipier Brent Celek sont engagés par les Eagles comme consultants du personnel.

## Statistiques

### Universitaires
| Année          | Équipe                   | MJ |     | Courses | Courses | Courses | Courses |       | Passes réceptionnées | Passes réceptionnées | Passes réceptionnées | Passes réceptionnées |
| Année          | Équipe                   | MJ | Nb. | Yards   | Moy.    | TD      | Nb.     | Yards | Moy.                 | TD                   |                      |                      |
| 2001           | Wildcats de Kansas State | 6  | 28  | 210     | 7,5     | 1       | 0       | 0     | -                    | 0                    |                      |                      |
| 2002           | Wildcats de Kansas State | 13 | 237 | 1 465   | 6,2     | 17      | 9       | 99    | 11,0                 | 0                    |                      |                      |
| 2003           | Wildcats de Kansas State | 15 | 306 | 1 986   | 6,5     | 16      | 25      | 287   | 11,5                 | 2                    |                      |                      |
| 2004           | Wildcats de Kansas State | 11 | 244 | 1 318   | 5,4     | 11      | 32      | 223   | 7,0                  | 0                    |                      |                      |
| Totaux en NCAA | Totaux en NCAA           | 45 | 815 | 4 979   | 6,1     | 45      | 66      | 609   | 9,2                  | 2                    |                      |                      |

### Professionnelles
| Année      | Équipe                        | MJ  |     | Courses | Courses | Courses | Courses |       | Passes réceptionnées | Passes réceptionnées | Passes réceptionnées | Passes réceptionnées |
| Année      | Équipe                        | MJ  | Nb. | Yards   | Moy.    | TD      | Nb.     | Yards | Moy.                 | TD                   |                      |                      |
| 2005       | Chargers de San Diego         | 15  | 8   | 50      | 6,3     | 0       | 3       | 10    | 3,3                  | 0                    |                      |                      |
| 2007       | Chargers de San Diego         | 15  | 37  | 164     | 4,4     | 2       | 10      | 31    | 3,1                  | 0                    |                      |                      |
| 2008       | Chargers de San Diego         | 16  | 61  | 330     | 5,4     | 1       | 29      | 342   | 11,8                 | 5                    |                      |                      |
| 2009       | Chargers de San Diego         | 16  | 93  | 343     | 3,7     | 3       | 45      | 497   | 11,0                 | 4                    |                      |                      |
| 2010       | Chargers de San Diego         | 16  | 50  | 267     | 5,3     | 0       | 59      | 520   | 8,8                  | 2                    |                      |                      |
| 2011       | Saints de la Nouvelle-Orléans | 16  | 87  | 603     | 6,9     | 2       | 86      | 710   | 8,3                  | 7                    |                      |                      |
| 2012       | Saints de la Nouvelle-Orléans | 13  | 48  | 244     | 5,1     | 1       | 75      | 667   | 8,9                  | 7                    |                      |                      |
| 2013       | Saints de la Nouvelle-Orléans | 15  | 53  | 220     | 4,2     | 2       | 71      | 604   | 8,5                  | 2                    |                      |                      |
| 2014       | Saints de la Nouvelle-Orléans | 15  | 57  | 329     | 5,8     | 6       | 40      | 387   | 9,7                  | 0                    |                      |                      |
| 2015       | Eagles de Philadelphie        | 16  | 83  | 317     | 3,8     | 3       | 55      | 388   | 7,1                  | 1                    |                      |                      |
| 2016       | Eagles de Philadelphie        | 15  | 94  | 438     | 4,7     | 2       | 52      | 427   | 8,2                  | 2                    |                      |                      |
| 2017       | Eagles de Philadelphie        | 3   | 15  | 61      | 4,1     | 0       | 7       | 73    | 10,4                 | 0                    |                      |                      |
| 2018       | Eagles de Philadelphie        | 6   | 29  | 120     | 4,1     | 1       | 15      | 160   | 10,7                 | 2                    |                      |                      |
| 2019       | Eagles de Philadelphie        | 6   | 17  | 66      | 3,9     | 0       | 6       | 24    | 4,0                  | 0                    |                      |                      |
| Totaux NFL | Totaux NFL                    | 183 | 732 | 3 552   | 4,9     | 23      | 553     | 4840  | 8,8                  | 32                   |                      |                      |

| Année      | Équipe                        | MJ |     | Courses | Courses | Courses | Courses |       | Passes réceptionnées | Passes réceptionnées | Passes réceptionnées | Passes réceptionnées |
| Année      | Équipe                        | MJ | Nb. | Yards   | Moy.    | TD      | Nb.     | Yards | Moy.                 | TD                   |                      |                      |
| 2007       | Chargers de San Diego         | 3  | 4   | 35      | 8,8     | 0       | 3       | 61    | 20,3                 | 1                    |                      |                      |
| 2008       | Chargers de San Diego         | 2  | 33  | 120     | 3,6     | 2       | 10      | 136   | 13,6                 | 1                    |                      |                      |
| 2009       | Chargers de San Diego         | 1  | 3   | 33      | 11,0    | 0       | 3       | 30    | 10,0                 | 0                    |                      |                      |
| 2011       | Saints de la Nouvelle-Orléans | 2  | 13  | 54      | 4,2     | 2       | 19      | 152   | 8,0                  | 1                    |                      |                      |
| 2013       | Saints de la Nouvelle-Orléans | 2  | 7   | 31      | 4,4     | 2       | 9       | 63    | 7,0                  | 0                    |                      |                      |
| 2018       | Eagles de Philadelphie        | 2  | 16  | 25      | 1,6     | 0       | 5       | 35    | 7,0                  | 0                    |                      |                      |
| Totaux NFL | Totaux NFL                    | 12 | 76  | 289     | 3,9     | 16      | 49      | 477   | 9,7                  | 3                    |                      |                      |

## Palmarès

### Universitaire
- 2003 : 5e du trophée Heisman